# 小泡灰鼠
小泡灰鼠（学名：Berylmys manipulus）为鼠科巨鼠属的动物，分布于中国、印度和缅甸。在中国大陆，分布于云南（陇川、盈江）等地，有记载无描述。该物种的模式产地在缅甸。